# Bridei VII
Bridei  (en Gaellico escocés: Brude) fue rey de los Pictos de 843 a 845, disputando el trono con Kenneth MacAlpin (Cináed III mac Ailpín/Ciniod III [hijo de] Elphin).  Según la Crónica picta, fue hijo de Uuthoil (o en gaélico Fochel, Fotel; Fodel).
| Predecesor: Ciniod | Rey picto 843-845 | Sucesor: Drest X |